# 超級溪流
超級溪流（日語：スーパークリーク），是日本純種競賽馬匹，生涯活躍於中長途賽事，曾勝出菊花賞、秋季天皇賞及春季天皇賞，與小栗帽及稻荷一被稱為「平成三強」。

## 出賽前
1985年出生於北海道門別町柏台牧場，於拍賣會流拍後被牧場熟人、馬主木倉誠以810萬日圓購入。
其後交由栗東訓練中心練馬師伊藤修司訓練。

## 競賽生涯

### 3歲（現2歲）
1987年陣營原本安排其夏天出戰函館競馬場的3歲新馬戰，卻因爲腹瀉不得不延遲出賽。最終決定於12月5日出戰阪神競馬場的3歲新馬戰，由田原成貴策騎下獲得第二。
其後於12月26日再出戰另一場3歲新馬，最終獲得首勝。

### 4歲（現3歲）
1988年首戰爲條件戰福壽草特別，於其中獲得第四。
出戰如月賞獲得第三後，夥拍當時19歲、仍爲新人騎師的武豐出戰堇賞獲得第一。
勝出堇賞後陣營原本安排其出戰公開賽青葉賞，爲東京優駿（日本打吡）作準備，然而卻於訓練中受傷而導致左前腳骨折，進入長期休養。
9月25日復出出戰神戶新聞盃，比賽途中以中團位置推進，進入直路後雖然奮力加速，但最終仍然未能超越前方對手獲得第三。
其後出戰京都新聞盃，因於進入直路後受到旁邊策騎Gakuen to Beat的騎師坂井千明打鞭的影響，最終失去節奏下僅以第六名完賽。
由於於神戶新聞盃及京都新聞盃均未能勝出，而且因爲半年的休養其導致其累積獎金於菊花賞報名賽駒中排名第十九，有機會失去出戰菊花賞的資格。然而超級溪流的主戰騎師武豐表明不會考慮策騎其他賽駒，武豐的堅持除了堇賞留下的良好印象外，據說與他和超級溪流互動時產生的奇妙緣分有關，因為超級溪流在他於馬廄考慮菊花賞出戰馬時彷彿通人性般地一再輕扯他的袖子。最終於商討之下，另一匹由武豐主戰的賽駒Meiner Frische退賽，超級溪流得以晉身菊花賞出賽行列。
11月6日按計劃出戰菊花賞，僅次於皋月賞馬八重無敵及Dictar Land獲得第三人氣。比賽開始後其於17檔進入中團位置推進，並於比賽途中逐漸爬升至前方。進入直路時，武豐運用京都競馬場第四彎道處並未設置欄杆的特點，指揮超級溪流移入內欄，並隨即進行加速。最終，超級溪流成功加速發力，於直路上拋離對手，以5馬位率先衝線奪得首個一級賽冠軍。憑藉此次勝利，騎師武豐亦獲得生涯首個一級賽頭銜，更以19歲8個月之齡創出勝出經典三冠賽事最年輕騎師紀錄。而這對人馬組合挑戰菊花賞的故事日後也以「逆指名」之名為賽馬迷津津樂道。
12月25日出戰有馬紀念，雖然比賽途中一直保持穩定的節奏推進，但於直路上不敵小栗帽及玉藻十字以第三名詞衝刺。然而經過賽後審議，賽會判定超級溪流於最後200米的外閃行爲構成斜行，妨礙Mejiro Duren的進路，因而判處其取消成績。

### 5歲（現4歲）
1989年春季由於被診斷出後腳有肌肉疼痛跡象，因而於整個春季均於休養狀態。
10月復出出戰京都大賞典，於其中輕鬆取勝。
其後出戰秋季天皇賞，將與日後和其一同被稱謂「平成三強」的小栗帽及稻荷一決戰。比賽開始後，其一改以往停留中團的戰術，於前方推進並以第三的位置進入最後直路。進入直路後，其繼續加速保持速度，成功抵擋後方小栗帽的追擊，以頸位優勢奪得冠軍。
10月29日出戰日本盃，於直路雖然成功加速，但仍然未能贏過前方纏鬥的好利時及小栗帽，以第四完賽。
12月24日出戰有馬紀念，獲得第四人氣。比賽開始後，其於中團較後位置推進，並於通過第四彎道前經已爬升至第五的位置。進入直路後，其出席加速並爆發發出全場最佳末腳，可惜仍然未能超越一早處於前方的稻荷一，以鼻位差距憾負獲第二。

### 6歲（現5歲）
1990年首戰爲二級賽產經大阪盃，成功以3/4馬位優勢輕鬆獲勝。
4月29日出戰春季天皇賞。比賽開始後，其選擇先頭戰術於前方追走，並以相同節奏進入最後直路。進入直路後，其繼續加速以確保自身優勢，最終以1/2馬位優勢壓過稻荷一，成功成爲首次達成天皇賞秋春連霸的賽駒。
其後陣營原本安排其出戰寶塚紀念，更希望可以遠征法國出戰凱旋門大賽，但因爲再次被診斷出肌肉疼痛以作罷。
夏季放草後於10月7日出戰京都大賞典，再次以輕鬆姿態獲勝。
其後陣營決定安排其退役，並於1991年1月分別於京都競馬場及中山競馬場舉行退役儀式。

### 詳細賽績
| 日期       | 舉辦國家 | 馬場 | 距離   | 級別 | 賽事名稱   | 負重 | 騎師     | 馬號 | 出呀 | 名次 | 時間   | 頭馬（二馬）       |
| ---------- | -------- | ---- | ------ | ---- | ---------- | ---- | -------- | ---- | ---- | ---- | ------ | ------------------ |
| 5/12/1987  | 日本     | 阪神 | 草2000 |      | 3歲新馬    | 54   | 田原成貴 | 3    | 10   | 2    | 2:03.1 | Foundry Dictor     |
| 26/12/1987 | 日本     | 阪神 | 草2000 |      | 3歲新馬    | 54   | 田原成貴 | 2    | 16   | 1    | 2:03.7 | （Long Gracias）   |
| 5/1/1988   | 日本     | 京都 | 草2000 |      | 福壽草特別 | 55   | 田原成貴 | 6    | 10   | 4    | 2:06.5 | Meiner Frische     |
| 24/2/1988  | 日本     | 京都 | 草2000 | GIII | 如月賞     | 55   | 南井克巳 | 6    | 8    | 3    | 2:04.5 | Meiner Frische     |
| 19/3/1988  | 日本     | 阪神 | 草2200 | OP   | 堇賞       | 55   | 武豐     | 3    | 9    | 1    | 2:18.8 | （Power Winner）   |
| 25/9/1988  | 日本     | 阪神 | 草2000 | GII  | 神戶新聞盃 | 56   | 武豐     | 8    | 10   | 3    | 2:05.5 | Yaeno Dia          |
| 16/10/1988 | 日本     | 京都 | 草2200 | GII  | 京都新聞盃 | 56   | 武豐     | 15   | 16   | 6    | 2:15.6 | 八重無敵           |
| 6/11/1988  | 日本     | 京都 | 草3000 | GI   | 菊花賞     | 57   | 武豐     | 17   | 18   | 1    | 3:07.3 | （Gakuen to Beat） |
| 25/11/1988 | 日本     | 中山 | 草2500 | GI   | 有馬記念   | 55   | 武豐     | 7    | 13   | DSQ  | DSQ    | 小栗帽             |
| 8/10/1989  | 日本     | 京都 | 草2400 | GII  | 京都大賞典 | 59   | 武豐     | 4    | 10   | 1    | 2:25.0 | （Mr.Cyclennon）   |
| 29/10/1989 | 日本     | 東京 | 草2000 | GI   | 秋季天皇賞 | 58   | 武豐     | 14   | 14   | 1    | 1:59.1 | （小栗帽）         |
| 26/11/1989 | 日本     | 東京 | 草2400 | GI   | 日本盃     | 57   | 武豐     | 6    | 15   | 4    | 2:22.7 | 好利時             |
| 24/12/1989 | 日本     | 中山 | 草2500 | GI   | 有馬記念   | 57   | 武豐     | 4    | 16   | 2    | 2:31.7 | 稻荷一             |
| 1/4/1990   | 日本     | 阪神 | 草2000 | GII  | 產經大阪盃 | 59   | 武豐     | 1    | 9    | 1    | 2:02.9 | （長一喬治）       |
| 29/4/1990  | 日本     | 京都 | 草3200 | GI   | 春季天皇賞 | 58   | 武豐     | 5    | 16   | 1    | 3:21.9 | （稻荷一）         |
| 7/10/1990  | 日本     | 京都 | 草2400 | GII  | 京都大賞典 | 59   | 武豐     | 1    | 6    | 1    | 2:26.9 | （Real Birthday）  |

## 退役後
退役後，超級溪流成爲了配種馬，於北海道浦河町日高Stallion Station，在1991年進行配種。首批子嗣於1992年出生。首批子嗣可於1995年出賽。
2010年6月開始出現食慾不振及腹瀉等症狀，8月29日情況急轉直下，最終因爲衰老死亡，享年25歲。

## 血統簡介
父系No Attention爲法國賽駒，生涯戰績可圈可點，曾於四場長途分級賽跑獲亞軍。祖父翠綠舞人爲美國生產的法國賽駒，生涯戰績不俗，曾勝出一級賽法國二千堅尼及雷鵬錦標。
母系Nice Day爲日本賽駒，生涯僅取得一場勝利，但做為繁殖雌馬有不錯的評價。外祖父Intermezzo爲英國賽駒，生涯成績不俗，曾勝出一級賽聖烈治錦標。

### 血統表
| 父線：尼真斯基系（北地舞人系）              |                               |                |               |
| 種馬 No Attention 1978年（棗色）            | 翠綠舞人 1972年（棗色）       | 尼真斯基       | 北地舞人      |
| 種馬 No Attention 1978年（棗色）            | 翠綠舞人 1972年（棗色）       | 尼真斯基       | Flaming Page  |
| 種馬 No Attention 1978年（棗色）            | 翠綠舞人 1972年（棗色）       | Green Valley   | Val de Loir   |
| 種馬 No Attention 1978年（棗色）            | 翠綠舞人 1972年（棗色）       | Green Valley   | Sly Pola      |
| 種馬 No Attention 1978年（棗色）            | No No Nanette 1973年（灰色）  | Sovereign Path | Grey Soverign |
| 種馬 No Attention 1978年（棗色）            | No No Nanette 1973年（灰色）  | Sovereign Path | Mountain Path |
| 種馬 No Attention 1978年（棗色）            | No No Nanette 1973年（灰色）  | Nuclea         | Orsini        |
| 種馬 No Attention 1978年（棗色）            | No No Nanette 1973年（灰色）  | Nuclea         | Nixe          |
| 繁殖雌馬 Nice Day 1979年（棗色）            | Intermezzo 1966年（深棗色）   | Hornbeam       | Hyperion      |
| 繁殖雌馬 Nice Day 1979年（棗色）            | Intermezzo 1966年（深棗色）   | Hornbeam       | Thicket       |
| 繁殖雌馬 Nice Day 1979年（棗色）            | Intermezzo 1966年（深棗色）   | Plaza          | Persian Gulf  |
| 繁殖雌馬 Nice Day 1979年（棗色）            | Intermezzo 1966年（深棗色）   | Plaza          | Wild Success  |
| 繁殖雌馬 Nice Day 1979年（棗色）            | Sachino Hime 1957年（深棗色） | Sayajirao      | Nearco        |
| 繁殖雌馬 Nice Day 1979年（棗色）            | Sachino Hime 1957年（深棗色） | Sayajirao      | Rosy Legend   |
| 繁殖雌馬 Nice Day 1979年（棗色）            | Sachino Hime 1957年（深棗色） | Sainte Maxime  | Rockefella    |
| 繁殖雌馬 Nice Day 1979年（棗色）            | Sachino Hime 1957年（深棗色） | Sainte Maxime  | Sou'wester    |
| 雌系：號族：1-l                             |                               |                |               |
| 五代內近親交配：Hyperion 4×5、Nasrullah 5×5 |                               |                |               |

## 命名由來
名字中，Super（スーパー）即是超級，Creek（クリーク）就是小溪、溪流的意思，出自日本短句「今朝小溪、明日大河」（今は小川でも、いつか大河になって欲しい），含有馬主木倉誠對其的期待。

## 外部連結
- 超級溪流 netkeiba.com （页面存档备份，存于）
- 血統表 （页面存档备份，存于）